# Fileja
Les fileja sont un type de pâtes originaires de Vibo Valentia (Calabre),.
Elles sont faites à partir de semoule de blé dur (durum). Une feuille de pâte est enroulée autour d'une canne (dinaciulu) créant un tube d'approximativement 20 cm de long.